# Yuri Yehoshin
Yuri Stanislavovych Yehoshin –en ucraniano, Юрій Станіславович Єгошин– (Odesa, URSS, 2 de junio de 1985) es un deportista ucraniano que compitió en natación.
Ganó dos medallas en el Campeonato Europeo de Natación, oro en 2004 y plata en 2006, y una medalla de bronce en el Campeonato Europeo de Natación en Piscina Corta de 2003.
Participó en dos Juegos Olímpicos de Verano, entre los años 2004 y 2008, ocupando el sexto lugar en Atenas 2004, en la prueba de 4 × 100 m estilos.

## Palmarés internacional
| Campeonato Europeo                  | Campeonato Europeo | Campeonato Europeo | Campeonato Europeo |
| Año                                 | Lugar              | Medalla            | Prueba             |
| ----------------------------------- | ------------------ | ------------------ | ------------------ |
| 2004                                | Madrid (España)    | Medalla de oro     | 4 × 100 m estilos  |
| 2006                                | Budapest (Hungría) | Medalla de plata   | 4 × 100 m estilos  |
| Campeonato Europeo en Piscina Corta |                    |                    |                    |
| Año                                 | Lugar              | Medalla            | Prueba             |
| 2003                                | Dublín (Irlanda)   | Medalla de bronce  | 4 × 50 m libre     |